# Ebele Okoye
Ebele Okoye (pronúnciaⓘ) (nascida em 6 de outubro de 1969, Onitsha, estado de Anambra) é uma pintora e animadora nigeriana-americana que vive em Colônia, Alemanha desde 2000.

## Educação
Okoye estudou Belas Artes e Artes Aplicadas (Design Gráfico/Ilustração) no Instituto de Gestão e Tecnologia em Enugu de 1985 a 1989. Ao chegar à Alemanha em 2000, fez um programa de convidada na Universidade de Colônia, de onde saiu prontamente para se matricular em Design de Comunicação na Universidade de Ciências Aplicadas de Düsseldorf. De 2003 a 2004, ela treinou em animação tradicional de desenho animado 2D na Internationale Filmschule Köln. Ela fala fluentemente ibo, inglês e alemão.

## Carreira
Ebele Okoye é ativa em artes plásticas e mídia e constantemente mostra seus trabalhos em exposições individuais e coletivas. Ela é a fundadora do Shrinkfish Media Lab, uma produtora com sede em Abuja.
O filme de Okoye de 2015, The Legacy of Rubies, foi um dos dois filmes de encerramento do Silicon Valley African Film Fest de 2015. Naquele ano, o filme ganhou o Prêmio da Academia de Cinema da África de Melhor Animação. Okoye afirmou que "não fiz este filme para perseguir prêmios", em seu discurso de aceitação na África do Sul. "Fiz este filme para inspirar todos os animadores africanos que queiram fazer filmes de animação". The Legacy of Rubies teve sua estreia canadense no Toronto Black Film Festival em 2016.
Em 2016, ela anunciou planos para um longa-metragem, sugerindo que poderia ser "como as Crônicas de Nárnia e Pocahontas juntas".

## Prêmios
Seu projeto Anna Blume de 2007, baseado em um poema de 1919 de Kurt Schwitters, ganhou o Prêmio Promocional de Animação da Fundação Robert Bosch. Okoye ganhou dois prêmios da Academia de Cinema da África, por The Lunatic (2008) e por The Legacy of Rubies (2015).
| Ano  | Trabalho             | Prêmio                           | Associação                  | Resultado |
| ---- | -------------------- | -------------------------------- | --------------------------- | --------- |
| 2015 | The Legacy of Rubies | Melhor Animação                  | Academia de Cinema Africano | Venceu    |
| 2008 | The Lunatic          | Melhor Animação                  | Academia de Cinema Africano | Venceu    |
| 2007 | Anna Blume           | Prêmio Promocional para Animação | Fundação Robert Bosch       | Venceu    |

## Exposições coletivas selecionadas
- 1995 Mirrors of Society - Museu Nacional, Lagos (Nigéria)
- 1996 Nigeria/China Co-operative exhibition, Lagos (Nigéria)
- 1996 Artistas nigerianos selecionados pela National Gallery of Modern Art, Nigéria (Coréia do Sul)
- 1997 Small-Small Things - Museu Nacional, Lagos (Nigéria)
- 1998 The Rape of Nature - Embaixada do Brasil em Lagos (Nigéria)
- 2000 Threshold of Peace  - Exposição da Cimeira da Paz das Primeiras-damas Africanas, Abuja (Nigéria)
- 2001 Women about Women - Goethe Institut, Lagos (Nigéria)
- 2003 Ipade Begegnung - Afroasian Institute Gallery Viena (Áustria)
- 2004 Globalia - Frauenmuseum (Museu da Mulher), Bona (Alemanha)

## Exposições individuais selecionadas
- 2003 Between Territories - Galerie Haus 23 Cottbus, Alemanha
- 2002 Nomadic Diaries (A travelling pictorial storytelling) - Munique, Colônia, Halle; Alemanha e Neulengbach, Áustria
- 2001 Woman about Women - Colônia, Alemanha
- 1999 New Culture - Didi Museum, Lagos Nigéria
- 1998 Pinturas e Retratos Selecionados a Óleo - Lagos. Nigéria
- 1996 Realities - Didi Museum, Lagos, Nigéria
- 1995 Storms of the Heart - Museu Nacional, Lagos Nigéria

## Filmografia
- 2015 The Legacy of Rubies (Alemanha/Nigéria/EUA) 28Sp min. Animação 2D (Diretora/co-produtora)
- 2014 Die Liebe in den Zeiten der EU (Alemanha) Animação 2D (diretora/co-produtora)
- 2013 Closer N' Closer (Comissionado) (Nigéria/Alemanha) 6 min. Animação 2D (diretora/co-produtora)
- 2012 Meine Heimat (Nigéria/Alemanha) 5 min. Animação 2D/3D (diretora/co-produtora)
- 2011 Footy My Love (Nigéria/Alemanha/Dinamarca) 7 Min, Animação 2D/Vídeo Arte (diretora/co-produtora)
- 2010 The Essence (Nigéria/Alemanha) 5:30 min., Animação 2D (realizadora/co-produtora)
- 2009 Anna Blume (Alemanha/Bulgária) 9 min. Animação 2D (produtora/co-roteirista/animadora)
- 2009 Patterns (Nigéria/Alemanha) 10 min. Animação 2D (diretora/co-produtora)
- 2008 Papermouse (Alemanha) 2:30 min. Animação 2D (diretora/co-produtora)
- 2007 Die Verrückte 'The Lunatic' (Alemanha) 5 min. Animação 2D (diretora/co-produtora)
- 2006 The Lunatic - 4 minutos. Animação 2D (diretora/animadora)
- 2004 Tag Attack - 5 min. animação 2D. (Colônia, Alemanha) (codiretora/animadora)
- 2002 Once upon a dance - 4 min. colagem digital (diretora/animadora)